# Muis (prentenboekfiguur)
Muis is een figuur uit de prentenboeken van Lucy Cousins (Engeland, 1964). Muis is een knaagdiertje met een neus voor avontuur. Ze is als een kind, met muisachtige trekjes zoals oren, een staart en snorharen. Maar ze heeft wel handen en voeten, geen pootjes.
De boeken van Muis zijn in ruim twintig talen vertaald. In Nederland zijn anno 2009 ongeveer vijftig Muis-boeken verschenen; jaarlijks worden er ongeveer 100.000 exemplaren van verkocht. 

## Prijzen
- Muis en haar vriendjes - Zilveren Penseel 1995
- Het huis van Muis - Boekensleutel 1996